# پوتوچه
پوتوچه (به بلغاری: Potoche) یک منطقهٔ مسکونی در بلغارستان است که در شهرستان ژبل واقع شده‌است.